# デルレイビーチ
デルレイビーチ（英: Delray Beach）は、アメリカ合衆国フロリダ州のパームビーチ郡にある都市。人口は6万6846人（2020年）。マイアミ都市圏に属する。

## 歴史

### 第二次世界大戦以前
この地域にはアメリカ先住民が何度も通過したり居住したりしていた。18世紀から19世紀にかけては猟師、罠師、また逃亡奴隷も通過、居住していたと考えられるが、はっきりした記録や証拠はない。
記録のある歴史は、1876年のオレンジ・グローブ海難救護所の建設に始まる。オレンジ・グローブという名前は、熟したサワーオレンジや様々なトロピカルフルーツの木立が建物を建設するのに選ばれた場所にあったことに由来する。しかし、誰が木を植えたのかという記録や証拠は残っていない。
1884年頃に入植が始まり、フロリダ州北部のペンハンドル地方から来たアフリカ系の人々がオレンジ・グローブ海難救護所の内陸の土地を購入し、耕作を始めた。1894年までにはこの地域で最初の学校が建設されるほど、黒人のコミュニティは成長していった。
1894年、ミシガン州サギノー出身の下院議員ウィリアム・S・リントンはオレンジ・グローブ海難救護所西方の土地を購入し、農業コミュニティにすることを目指して小区画の販売を始めた。最初の頃は、このコミュニティはリントンと名付けられていた。
1896年、ヘンリー・フラグラーはフロリダ東海岸鉄道をウェストパームビーチからマイアミに延伸し、リントンに駅が設置された。
リントンの住民は北部の市場向けの冬野菜の栽培を始め、成功を収めた。しかし1898年に強い寒波に襲われ、ウィリアム・リントンを含め多くの住民がこの地を離れた。1901年、コミュニティの運勢を変える試みで、また悪い評判を捨て去るために、デトロイト近郊の村デルレイ（デルレイとはスペイン語で「王様の～」という意味の言葉"Del Rey"を英語風にしたもの）に因んでデルレイに改名した。
1909年までに、デルレイ入植地はデイド郡に編入された。同年、デイド郡の北部がパームビーチ郡として分離された。
1915年、パームビーチ郡とデイド郡がほぼ同じ広さの領域を出し合いブロワード郡が設置されたため、デルレイはパームビーチ郡の南東部に位置することになった 。
1910年、デルレイの人口は250人だった。1911年、法人化された町としてフロリダ州から特権を与えられた。同年、パイナップルやトマトの缶詰工場が建設された。パイナップルはこの地域では主要な作物である。
このことは、現在のデルレイビーチのダウンタウンそばにあるパイナップル・グローブという名前にも反映されている。1920年までに、デルレイの人口は1,051人に達した。

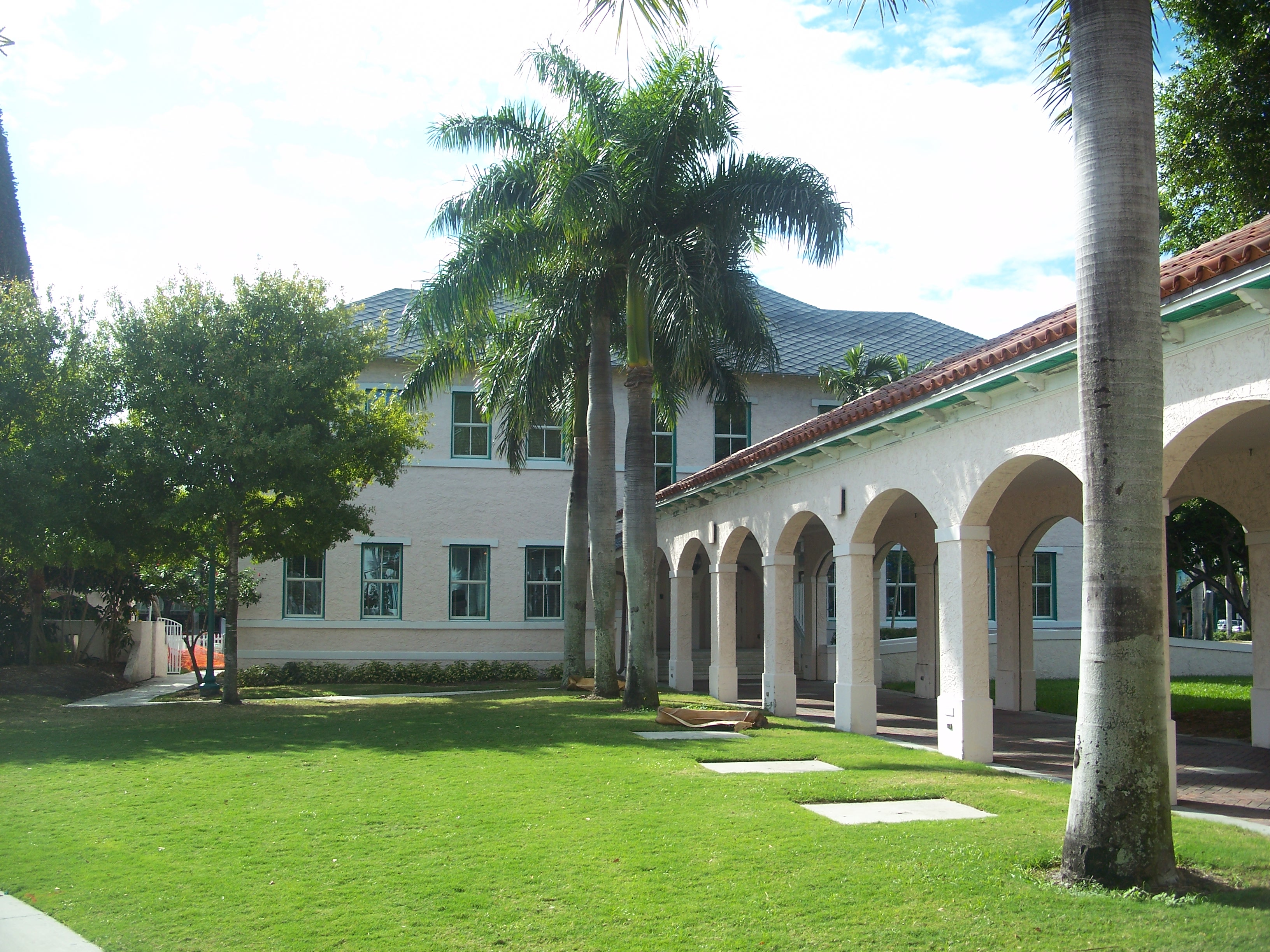
1913年に建てられたデルレイ・スクール。現在のコーネル博物館内にあり、オールド・スクール・スクエアの一部。

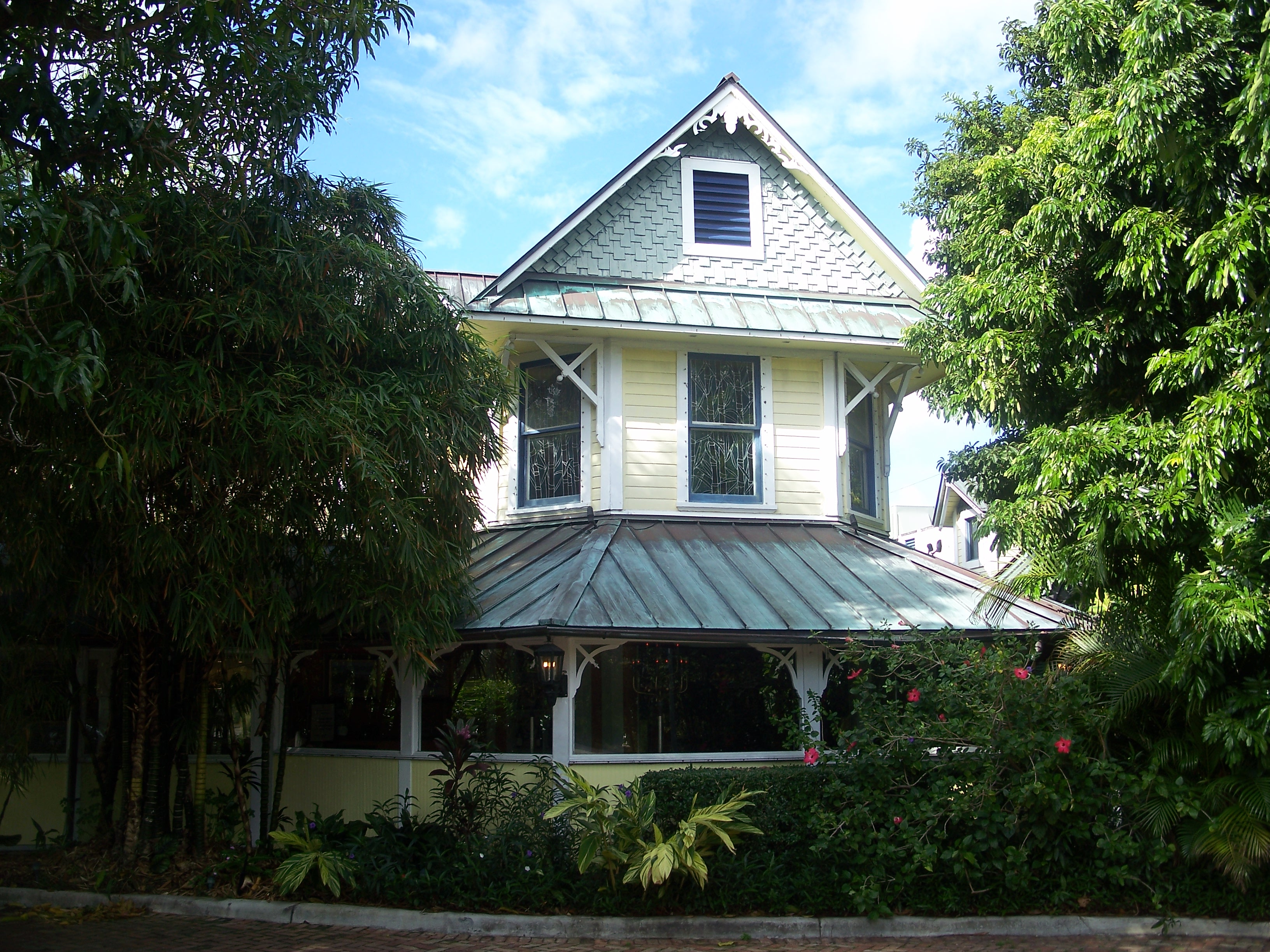
アメリカ合衆国国家歴史登録財に登録されているジョン & エリザベス・ショー・サンディハウス

1920年代、エバーグレーズの排水によってデルレイの地下水面が低下し、パイナップルの生長が難しくなった。一方でフロリダ東海岸鉄道がキーウェストまで延伸されたことで、北部の市場ではキューバ産のパイナップルとの競争にさらされる結果になった。
1920年代のフロリダ土地ブームはデルレイに新たな繁栄をもたらした。観光や不動産登記は地域経済の重要な一部分となった。デルレイは上下水道や舗装道路、歩道を整備するために債券を発行し、資金を調達した。ホテルも数軒建設された。
当時、デルレイはフロリダ州の東海岸のウェストパームビーチとフォートローダーデール間で最大の町だった。1926年に土地ブームが弾けると、デルレイは高額の借金を背負うことになり、固定資産税も大幅に減少した。
デルレイはフロリダ東海岸運河（現在は沿岸内水路の一部）によって大西洋の砂浜とは隔てられていた。1923年、運河と海の間の地域はデルレイビーチに編入された。1927年、デルレイとデルレイビーチは合併し、町の名前はデルレイビーチとなった。

### 第二次世界大戦後
第二次世界大戦が終結してから、フロリダ州道806号線（アトランティック・アベニュー）に沿って州間高速道路95号線の東側からビーチへ広がっているデルレイのダウンタウンは大規模な修復を受けた。1992年にはデルレイビーチ・テニスセンターが建設された。
2004年のデビスカップ（アメリカ対スウェーデン）2005年のフェドカップ（アメリカ対ベルギー）、デルレイビーチ国際テニス選手権（ATPワールドツアー・250シリーズ）など、いくつかの主要な国際大会のほか、クリス・エバートとバンク・オブ・アメリカによるチャリティイベントも行われている。
20世紀最後の10年の間に、歴史的に重要な建築物が修復された。この中にはかつてのデルレイ小学校・デルレイ高校で、その後文化センター、コロニーホテルとなったオールド・スクール・スクエアも含まれている。
オールド・スクール・スクエアは、かつて高校があった建物で、舞台芸術が行われるクレスト劇場、外観を維持したまま修復され、結婚式やダンスなど地域のイベントが行われる会場になっている1925ジム、小学校を修復したコーネル歴史芸術博物館、そして最近建設された、ミュージカルの会場や政治集会などのイベントにも使われる野外パビリオンから成る。
旧ソロモン・D・スペイディ教師宅は修復され、スペイディ文化遺産博物館となった。博物館内の黒人記録保管所では、デルレイビーチやパームビーチ郡の発展のために尽力した黒人たちの努力が認められるような展示やプログラムがある。
アトランティック・コミュニティ高校は2005年に以前の校舎とは違う場所に再建されたが、計画には多くの論争が繰り広げられた
。
ペット専用の航空会社ペット・エアウェイズはデルレイビーチに本社を置いている。
デイジェット社は2007年までデルレイビーチに本社を置いていたが、2008年に破綻した。

## 地理
市は東の大西洋岸に沿って6.4㎞の海岸線を有している。
市はフロリダ州のゴールドコースト地域の中部、パームビーチ郡の南部に位置している。北でボカラトン、南でボイントンビーチと接する。沿岸内水路の東側にあるバリアー島の南ではハイランドビーチの町と、同じくバリアー島の北側、国道1号線の東ではガルフストリームの町と接する。
市の西側の境界線と、さらにその西側のエバーグレーズの一部のロクサハッチー国立鳥獣保護区との間にもパームビーチ郡に未編入の都市的地域が広がっている。デルレイビーチ市内とハイポイント、キングスポイント、ビレッジ・オブ・オリオールの国勢調査指定地域、さらにいくつかのゲーテッドコミュニティの多くの住民や企業も住所としてデルレイビーチを使用している。
これらの都市的地域をまとめて、「ウェスト・デルレイ」と非公式に呼ばれることがよくある。
アメリカ合衆国国勢調査局によれば、市域全面積は15.9平方マイル (41.2 km2)で、このうち陸地は15.4平方マイル (40 km2)、水域は0.53平方マイル (1 km2)である。

### ダウンタウン
市の初期には、デルレイのダウンタウンはアトランティック・アベニューに沿って、西はスウィントン・アベニュー、東は沿岸内水路まで広がっていた。その後、ダウンタウンは次第に広がっていった。
2010年までには、ダウンタウンは西は州間高速道路95号線から、東は大西洋まで広がっている。南北にも広がっており、大まかにはアトランティック・アベニューの南北に2つのブロックがある。

### 気候
市の気候は、ケッペンの気候区分では熱帯雨林気候(Af)の条件をぎりぎりで満たしている。最も降水量の少ない月は2月の64.8mmで、熱帯雨林気候の成立条件である最少雨月の降水量60mm以上をわずかに超えている。
| デルレイビーチの気候   | デルレイビーチの気候 | デルレイビーチの気候 | デルレイビーチの気候 | デルレイビーチの気候 | デルレイビーチの気候 | デルレイビーチの気候 | デルレイビーチの気候 | デルレイビーチの気候 | デルレイビーチの気候 | デルレイビーチの気候 | デルレイビーチの気候 | デルレイビーチの気候 | デルレイビーチの気候 |
| 月                     | 1月                  | 2月                  | 3月                  | 4月                  | 5月                  | 6月                  | 7月                  | 8月                  | 9月                  | 10月                 | 11月                 | 12月                 | 年                   |
| ---------------------- | -------------------- | -------------------- | -------------------- | -------------------- | -------------------- | -------------------- | -------------------- | -------------------- | -------------------- | -------------------- | -------------------- | -------------------- | -------------------- |
| 平均最高気温 °F （°C） | 75 (24)              | 76 (24)              | 79 (26)              | 82 (28)              | 86 (30)              | 89 (32)              | 90 (32)              | 90 (32)              | 89 (32)              | 85 (29)              | 80 (27)              | 76 (24)              | 83 (28)              |
| 平均最低気温 °F （°C） | 57 (14)              | 58 (14)              | 62 (17)              | 65 (18)              | 70 (21)              | 74 (23)              | 75 (24)              | 75 (24)              | 75 (24)              | 71 (22)              | 66 (19)              | 60 (16)              | 67 (19)              |
| 降水量 inch （mm）     | 3.75 (95.3)          | 2.55 (64.8)          | 3.68 (93.5)          | 3.57 (90.7)          | 5.39 (136.9)         | 7.58 (192.5)         | 5.97 (151.6)         | 6.65 (168.9)         | 8.10 (205.7)         | 5.46 (138.7)         | 5.55 (141)           | 3.14 (79.8)          | 61.39 (1,559.3)      |
| 出典：                 |                      |                      |                      |                      |                      |                      |                      |                      |                      |                      |                      |                      |                      |

## 人口動態
以下は2000年（基礎データのみ2010年）の国勢調査による人口統計データである。
| 基礎データ - 人口: 60,522人 - 世帯数: 34,156 世帯 - 空家: 20.4% - 家族数: 30,454 家族 - 人口密度: 1,099.5人/km2（2,814.8人/mi2） - 住居数: 34,339 軒 - 住居密度: 492.8軒/km2（1,261.5 軒/mi2） 年齢別人口構成 - 18歳未満: 18.2% - 18-24歳: 6.3% - 25-44歳: 27.1% - 45-64歳: 22.4% - 65歳以上: 25.9% - 年齢の中央値: 33歳 - 性比（女性100人あたり男性の人口） - 総人口: 91.2 - 18歳以上: 88.0 世帯と家族（対世帯数） - 18歳未満の子供がいる: 18.9% - 結婚・同居している夫婦: 42.4% - 未婚・離婚・死別女性が世帯主: 10.2% - 非家族世帯: 43.7% - 単身世帯: 35.3% - 65歳以上の老人1人暮らし: 18.3% - 平均構成人数 - 世帯: 2.22人 - 家族: 2.87人 | 収入と家計 - 収入の中央値 - 世帯: 43,371 米ドル - 家族: 51,195米ドル - 性別 - 男性: 33,699米ドル - 女性: 28,469米ドル - 人口1人あたり収入: 29,350米ドル - 貧困線以下 - 男性: 8.2% - 女性: 11.8% - 18歳以下: 17.6% - 65歳以上: 7.8% 母語ごとの人口 - 英語: 75.44% - ハイチ語: 11.73% - スペイン語: 7.02% - フランス語: 1.87% - イタリア語: 0.87% - ドイツ語: 0.75% |

2000年の時点ではハイチ系の住民は人口の10.5％で、アメリカでは16番目に多い。

## スポーツ
デルレイビーチ・オープンは毎年市内で開催される、ATPツアー250の男子テニストーナメントである。ハードコートで試合が行われる。
1993年から1999年まではコーラルスプリングスで、1999年からはデルレイビーチ・テニスセンターに場所を移して開催されている。アメリカ人のトッド・マーティンが1993年の最初の大会で優勝した。
2010年7月20日、全米テニス協会がデルレイビーチをアメリカのトップのテニス町の一つにノミネートしたことを記念して、公式な市名を1週間限定で「テニスビーチ」に変更した。

## 経済

### 小売業
デルレイビーチの周辺地域にはレストラン、小売店、ナイトクラブ、アートギャラリー等がある。市営の無料駐車場や車庫も多くある。

### 観光業
市には3.2㎞の長さの公共ビーチがあり、フロリダ州道A1A号線からのアクセスが可能である。大西洋の浅海には1903年9月11日に沈んだ蒸気船の残骸があり、野生の魚や珊瑚の住処となっている。
デルレイビーチのダウンタウンはイーストアトランティック・アベニュー（シンプルに「ジ・アベニュー」としても知られている）を中心にジェントリフィケーションがなされた。この地域は歓楽街、飲食街、商店街等が有名である。
2009年、ダウンタウン芸術地区の拡張部分が開設された。芸術地区はアトランティック・アベニュー北のパイナップル・グローブの中心部にあり、ギャラリー、パフォーマンスアート、芸術文化団体等で知られている。
アート & ジャズ・オン・ザ・アベニューが毎年6回開催されている。

### 近年の発展
デルレイのダウンタウンはおおよそ2003年から2008年にかけて建築ブームが起こった。最近は、新たな複合用途開発の計画のためアトランティック・アベニューの南北で建設が急速に行われている。予想されている市の成長に合わせ、新たに2つの市営駐車場が建設された。

### 雇用主
市の包括的年間財務報告書によれば、市内の雇用主トップ10は以下の通りである。
| 順位 | 雇用主                                         | 従業員数 |
| ---- | ---------------------------------------------- | -------- |
| 1    | デルレイ・メディカルセンター                   | 1,520    |
| 2    | パブリックス                                   | 496      |
| 3    | JETフライト                                    | 425      |
| 4    | Amnoco Services                                | 400      |
| 5    | ターゲット                                     | 350      |
| 6    | エド・モース・デルレイ トヨタ自動車 起亜自動車 | 350      |
| 7    | リンカーン・オブ・デルレイ                     | 300      |
| 8    | Hardrives                                      | 280      |
| 9    | マリオット・ホテル & リゾート                  | 275      |
| 10   | グレンイーグルス・カントリークラブ             | 250      |

## 著名な建造物
- コロニーホテル[21] - 1926年に建設され、デルレイビーチ歴史建造物に指定されている[22]。
- オールド・スクール・スクエア
- デルレイビーチ・テニスセンター - 8,200席の観客席を備えたテニススタジアム。
- セントビンセント・フェラー・カトリック協会 - ダウンタウンのはずれにある。

### 見どころ
- モリカミ博物館(森上ミュージアム)
- 日本庭園Roji-en
- デルレイビーチ市立図書館
- ケーソン・コテージ
- スペイディ博物館[23]
- ダウンタウン・デルレイ芸術地区
- ジ・アーティスツ・ギルド[24]
- ETTRAアートギャラリー[25]
- サウス・カウンティ裁判所
- サンドウェイ・ハウス自然センター
- ワコダハッチー湿地

## 交通

### 高速道路
- フロリダ州道A1A号線 - 地元では「オーシャン・ブールバード」という名前で知られている。海岸部を通るシーニックバイウェイで、市内では沿岸内水路と大西洋の間を南北に貫いている。
- 国道1号線 - 地元では「フェデラル・ハイウェイ」という名前で知られている。市の東部の商業地区やダウンタウンを南北に貫く。
- 州間高速道路95号線 - 市の南部と北部にそれぞれインターチェンジがある。
- フロリダズ・ターンパイク - 市の未編入領域を南北に貫く有料道路で、アトランティック・アベニューと交差する場所にインターチェンジがある。
- 国道441号線 - フロリダ州道7号線という名前の方が知られている。市の最西端の商業・居住地域を南北に貫く。
- フロリダ州道806号線 - 地元では「アトランティック・アベニュー」という名前で知られている。州道A1A号線と国道441号線の間を東西に走る道路で、ダウンタウンの目抜き通りとなっている。
- 他の主要な南北に走る道路はコングレス・アベニュー（フロリダ州道807号線）、ミリタリー・トレイル（フロリダ州道809号線）等がある。
- ジョージ・ブッシュ・ブールバード、アトランティック・アベニュー、リントン・ブールバードは沿岸内水路を可動橋で横断している。

### 鉄道
通勤列車トライレールとアムトラックが停車するデルレイビーチ駅がある。

### バス
パームトランがこの地域のバスを運行している。

### シャトルバス
- ダウンタウン・ラウンドアバウト - トライレールの駅とデルレイビーチのダウンタウンを結ぶ無料のシャトルバス。2つの路線でダウンタウン内に22か所のバス停があり、年中無休で運行している[27]。
- ザ・ダウンタウナー - オンデマンドで運行する無料シャトルバスで、グリーンテクノロジーを使用している[28]。

### 水上交通
デルレイビーチのダウンタウンへは沿岸内水路からボートでアクセスすることもできる。アトランティック・アベニューと沿岸内水路が交差する場所にあるベテランズ・パークでは毎日ヨットクルーズを楽しめる。

## 姉妹都市
デルレイビーチは以下の都市と姉妹都市提携をしている。
- 京都府宮津市 - モリカミ・パークやモリカミ博物館の名前の由来となったジョージ・モリカミ（日本名：森上助次）の出身地。
- モシ（タンザニア）
- ナハリヤ（イスラエル）